# Aloísio Lobo
Aloísio de Abreu Lobo (Caxias, 2 de março de 1917 – São Luís, 14 de agosto de 2012) foi um militar, tabelião, educador e político brasileiro, notório por sua atuação como prefeito de Caxias, no Maranhão, em dois mandatos distintos (1966–1970 e 1977–1980). Sua gestão foi marcada por significativas melhorias urbanas e sociais na cidade. Além disso, fundou a Escola de Música do Bom Menino em 1993, contribuindo para a formação musical de milhares de jovens maranhenses.

## Origens e Formação
Aloísio de Abreu Lobo nasceu em 2 de março de 1917, em Caxias, Maranhão. Filho do comerciante Anfrísio Leandro e de Rosina Frazão de Abreu Lobo, teve uma infância marcada pela disciplina e valores familiares sólidos. Concluiu o ensino primário no Grupo Escolar João Lisboa em 1931 e o ensino ginasial no Colégio Caxiense em 1940. 

## Trajetória Profissional

### Carreira Militar
Em 1946, ingressou no Exército Brasileiro, sendo promovido a 2º Tenente da Arma de Infantaria pelo 24º Batalhão de Caçadores de São Luís. Retornando a Caxias, assumiu a direção do Tiro de Guerra, cargo que ocupou de 1946 a 1968, contribuindo para a formação de jovens militares na região.

### Atuação como Tabelião
Paralelamente à carreira militar, Aloísio Lobo atuou como Serventuário da Justiça, sendo nomeado pelo Governo do Maranhão e, posteriormente, aprovado em concurso público em 1940. Em 1941, foi nomeado Serventuário Vitalício da Justiça pelo então Interventor Federal do Maranhão em Caxias.

## Vida Pessoal
Residiu no bairro Ponte, em Caxias, na localidade conhecida como “Cantinho do Céu”, ao lado de sua primeira companheira, Creusa Lopes Medeiros. Sua residência era conhecida por recepcionar diversas autoridades em visita à cidade, incluindo o então Governador José Sarney e o Deputado Alexandre Costa.

## Legado e Repercussão
Aloísio Lobo é lembrado por sua dedicação ao desenvolvimento de Caxias, tanto na infraestrutura urbana quanto na promoção da cultura e educação. Sua gestão como prefeito deixou marcas duradouras na cidade, e sua contribuição à música através da Escola de Música do Bom Menino impactou positivamente a vida de milhares de jovens.
Durante sua campanha eleitoral, Aloísio Lobo era conhecido por comícios animados, com a presença de sanfoneiros e distribuição de brindes. Em uma ocasião, ao ser informado sobre um incêndio em uma casa próxima, teria declarado: “Amanhã mesmo mando fazer outra casa!”, o que gerou aplausos do público presente.